# Ilattia
Ilattia is een geslacht van vlinders van de familie Uilen (Noctuidae), uit de onderfamilie Acontiinae.

## Soorten
- I. albiloba Warren, 1913
- I. aroa Bethune-Baker, 1906
- I. crocosticta Hampson, 1910
- I. glaucopera Hampson, 1910
- I. indigata Wileman & South, 1921
- I. leucopera Hampson, 1910
- I. leucostriga Hampson, 1910
- I. meeki Bethune-Baker, 1906
- I. modesta Warren, 1913
- I. octo Guenée, 1852
- I. padanga Swinhoe, 1919
- I. renalis Moore
- I. sordida Wileman & South, 1916
- I. spilonata Lower, 1903
- I. spissa Warren, 1913
- I. stellata Butler, 1878